# Big Brovaz
Big Brovaz er en prisvindende R&B og hiphopgruppe fra London, Storbritannien. Gruppen blev dannet i 2001, og brød igennem med singlen "Nu Flow" fra 2002, der blev et stort hit over det meste af Europa. Big Brovaz nåede at udgive to studiealbums og otte singler inden de blev opløst. En del af gruppen turnerede med tre medlemmer fra S Club i 2012, men det blev en kort turne, og der blev ikke skrevet nyt materiale.

## Diskografi

### Albums
| År   | Albumdetaljer                                                                               | Højeste hitlisteplacering | Højeste hitlisteplacering | Højeste hitlisteplacering | Højeste hitlisteplacering | Højeste hitlisteplacering | Højeste hitlisteplacering | Højeste hitlisteplacering | Certificering                |
| År   | Albumdetaljer                                                                               | UK                        | AUS                       | BEL                       | NZ                        | NL                        | SWE                       | TUR                       | Certificering                |
| ---- | ------------------------------------------------------------------------------------------- | ------------------------- | ------------------------- | ------------------------- | ------------------------- | ------------------------- | ------------------------- | ------------------------- | ---------------------------- |
| 2002 | Nu-Flow - Første studiealbum - Udgivet: 4. november 2002 - Pladeselskab: Sony Music / Epic  | 6                         | 37                        | 45                        | 31                        | 56                        | 53                        | 44                        | - BPI certificering: Platin. |
| 2007 | Re-Entry - Andet studiealbum - Udgivet: 9. april 2007 - Pladeselskab: RAF / Genetic Records | —                         | —                         | —                         | —                         | —                         | —                         | —                         |                              |

### Singles
| År   | Titel                                    | Hitlisteplacering | Hitlisteplacering | Hitlisteplacering | Hitlisteplacering | Hitlisteplacering | Hitlisteplacering | Hitlisteplacering | Album                                |
| År   | Titel                                    | UK                | AUS               | BEL               | NZ                | NL                | SWE               | TUR               | Album                                |
| ---- | ---------------------------------------- | ----------------- | ----------------- | ----------------- | ----------------- | ----------------- | ----------------- | ----------------- | ------------------------------------ |
| 2002 | "Nu Flow"                                | 3                 | 3                 | 2                 | 1                 | 2                 | 2                 | 2                 | Nu-Flow                              |
| 2003 | "OK"                                     | 7                 | 64                | 24                | —                 | 37                | 40                | 44                | Nu-Flow                              |
| 2003 | "Favourite Things"                       | 2                 | 3                 | 17                | 3                 | 76                | 47                | 51                | Nu-Flow                              |
| 2003 | "Baby Boy"                               | 4                 | 8                 | 29                | 13                | —                 | —                 | 58                | Nu-Flow                              |
| 2003 | "Ain't What You Do"                      | 15                | —                 | —                 | —                 | —                 | —                 | —                 | Nu-Flow                              |
| 2004 | "We Wanna Thank You (The Things You Do)" | 17                | 56                | 48                | —                 | —                 | —                 | —                 | Scooby-Doo 2: Monsters Unleashed OST |
| 2004 | "Yours Fatally"                          | 15                | —                 | —                 | —                 | —                 | —                 | —                 | Re-Entry                             |
| 2006 | "Hangin' Around"                         | 57                | —                 | —                 | —                 | —                 | —                 | —                 | Re-Entry                             |
| 2007 | "Big Bro Thang"                          | 171               | —                 | —                 | —                 | —                 | —                 | —                 | Re-Entry                             |

### Filmografi
- Scooby-Doo 2: Monsters Unleashed